# Mișcarea separatistă de la Iași din 3 aprilie 1866
Mișcarea separatistă din Iași din 3 aprilie 1866 sau revoluția moldovenească a fost un complot antiunionist al unor mari moșieri moldoveni care nu vedeau cu ochi buni propunerile de aducere a unui domn străin care le-ar fi compromis definitiv șansele de a mai ajunge vreodată la domnia țării. Acțiunile antiunioniste au început pe 29 martie și au atins punctul culminant pe 3 aprilie 1866.

## Fundal istoric
Pe 11 februarie Alexandru Ioan Cuza, domnitorul României, este silit să abdice ca urmare a conjurației pregătite de coaliția dintre conservatori și liberal–radicali (Monstruoasa coaliție). Puterea a fost preluată de o locotenență domnească (Lascăr Catargiu, generalul Nicolae Golescu și colonelul Nicolae Haralambie). Detronarea lui Cuza a fost rezultatul uneltirilor politicienilor liberali și conservatori dornici să împiedice reformele democratice din România. Provizoratul locotenenței domnești a luat sfârșit abia după ce Carol de Hohenzollern-Sigmaringen a acceptat să devină principe al României, la 10 mai 1866.

## Scop
Printre participanții la insurecție s-au numărat frații Constantin și Alexandru Moruzi, mai mulți membri ai familiei Roznovanu, Teodor Boldur-Lățescu (personaj care s-a ocupat de dirijarea efectivă a mișcării de stradă) și mitropolitul Calinic Miclescu. Mișcarea separatistă de la Iași a avut ca scop aducerea la domnie la începutul lui aprilie a boierului Nicolae Rosetti-Roznovanu ("Nunuță"). Moldova urma să fie separată iar de Țara Românească.
Pe 29 martie 1866, în ziua stabilirii listelor electorale pentru a îl alege pe viitorul domnitor român, separatiștii dau năvală și inundă, într-o acțiune bine organizată, sala de ședințe a Primăriei. Colegiul electoral din Iași numără doar 800 de locuri, dar pe lista separatiștilor se strâng 2.000 de semnături. Este respins proiectul taberei unioniste: cei prezenți la adunare se pronunță contra alegerii unui prinț străin, iar pe listele electorale se formează o majoritate secesionistă. Pe 30 martie, unioniștii organizează o adunare în fața Universității. Se scandează „Unire!, Unire! Prinț străin de origine latină! Unire”. 
Pe  2 aprilie, o delegație merge la palatul familiei boierești Roznovanu din Iași și cere ca tânărul Nicolae Rosetti-Roznovanu „să accepte” tronul Moldovei. Marghiolița Roznovanu (fostă Ghica, fostă Sturza), mama lui “Guliță”, cum era alintat, se arată uimită, se declară onorată, dar le cere „delegaților poporului” să aștepte pentru a-și întreba fiul dacă acceptă. Ulterior se întoarce și spune „Messieurs, Nicolas accepte!” (“Domnilor, Nicolas acceptă!”).

## Revolta
Mișcarea a fost declanșată prin mijloace demagogice deja devenite obișnuite pentru contemporani. 
Mitropolitul Moldovei, Înaltpreasfințitul Calinic Miclescu, îl lasă pe „noul domnitor” Nicolae Roznovanu, agent al Imperiului Rus, să vorbească miilor de oameni care se îmbulzesc neștiind manipularea pusă la cale. Roznovanu își ține însă discursul în limba franceză, pentru că nu cunoștea suficient de bine limba română. El le strigă manifestanților: „A bas l’Union! Vive la revolution moldave! Le Russes seront la dans quelques heures pour nous aider!” („Jos Unirea! Trăiască revoluția moldovenească! Rușii vor fi aici în câteva ore să ne ajute!”). Atunci intervine Mitropolitul Calinic, care dă ordin să bată clopotele a primejdie. Dangătele de la Mitropolie activează clerul din Iași, și în scurt timp toate bisericile încep să tragă clopotele, vestind pericolul care, în acea vreme, anunța de obicei un incendiu sau o mare nenorocire abătută asupra comunității. Episodul agită în plus spiritele, populația iese în stradă îngrijorată și surescitată, ceea ce face ca masa de manevră a separatiștilor să crească și mai mult. Mitropolitul ține un discurs în care spune că Dumnezeu nu vrea această unire care e contra firii, că veneticii de la București, străini de neamul și țara moldovenească, n-au ce să caute să conducă la Iași etc. Apoi îi îndeamnă pe oameni să ia cu asalt Palatul Administrației Centrale. Aceștia se năpustesc și strigă "Jos unirea!". 
Bandele de răzvrătiți erau conduse de Constantin D. Moruzi, Teodor Boldur-Lățescu, Neculai Ceaur Aslan și Inge Robert. Nucleul dur din jurul lor era alcătuit din diverși mercenari străini înarmați cu iatagane sau angajați de la moșiile familiilor boierești implicate în revoltă. Răzvrătiții scoteau pietre și le aruncau spre polițiști. La Palatul Administrativ, Mitropolitul Calinic e prins între cei care vor să înainteze și militarii din față. Înaltul ierarh se împiedică în hainele preoțești și se prăvălește la pământ, fiind călcat în picioare de cei care vin din urmă. Scapă totuși doar cu o sperietură și câteva contuzii. De la geamurile caselor vecine se aruncau cărămizi și apă fiartă în soldați. S-a ajuns la focuri de armă. 
După ce soldații reușesc să-i respingă pe separatiști, aceștia au luat cu asalt moșia Rosetti-Roznovanu. 
Mișcarea a fost înăbușită suficient de repede și ușor deoarece această acțiune separatistă s-a limitat doar la câteva manifestări în centrul Iașilor. După câteva ore de confruntări între 500 de demonstranți (număr foarte mare, pentru acea perioadă) și soldații aduși să potolească revolta, soldate cu morți în ambele tabere, rebeliunea a fost înăbușită. Această mișcare a fost favorizată de slăbiciunea guvernanților care nu se puteau hotărî asupra persoanei ce urma să fie aleasă în locul lui Cuza.
În timpul manifestației au avut loc și incidente antisemite, după cum a notat prefectul județului Iași, Grigore M. Sturdza.

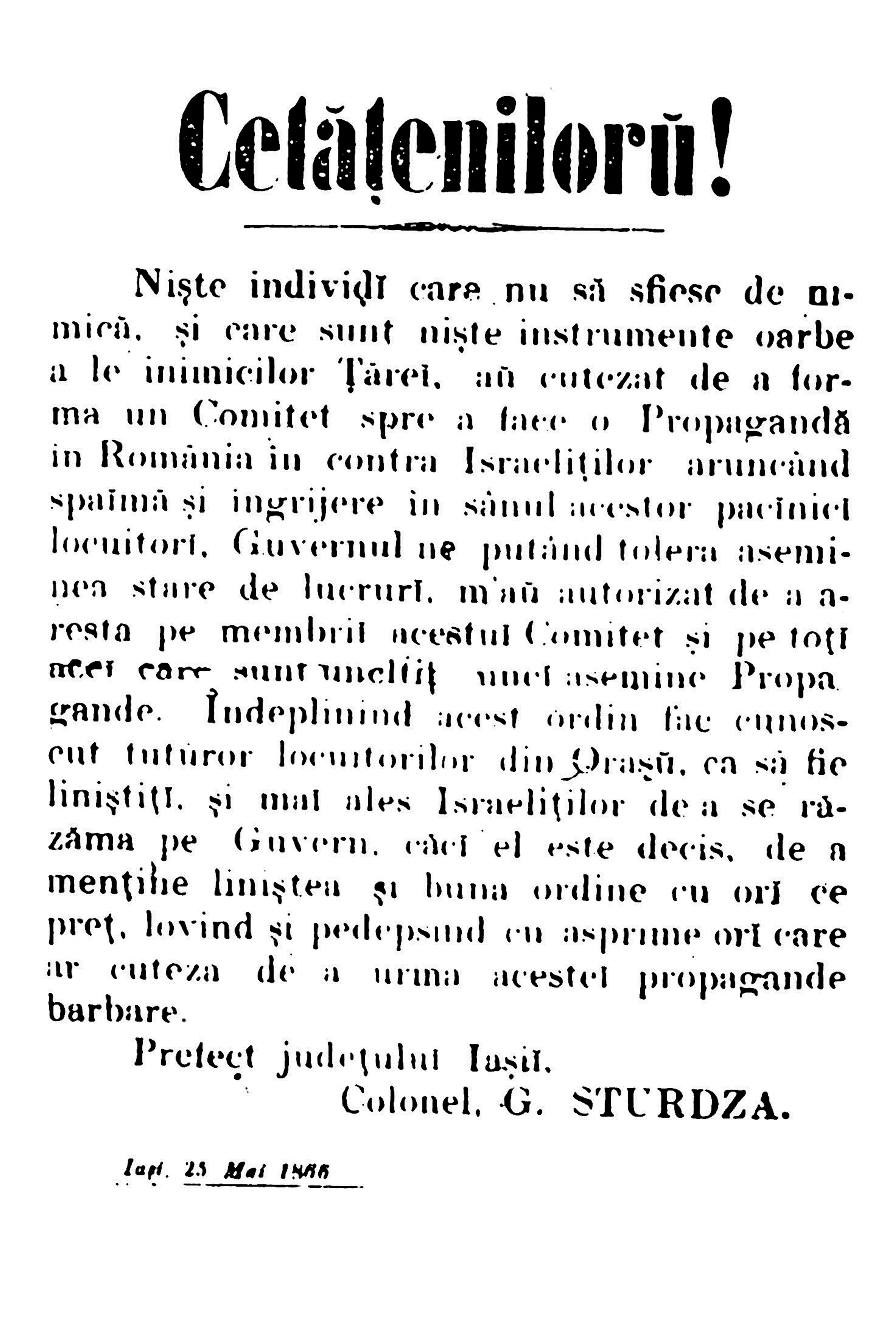
Proclamația prefectului Iașilor, Grigore M. Sturdza, cu privire la incidentele antisemite din timpul revoltelor.

## Urmări
După eșescul răscoalei, Mitropolitul Calinic a fugit și a fost ascuns de Ion Creangă, pe atunci preot și antiunionist convins. În 1875 a devenit Mitropolit Primat al României. 
Ceilalți participanți au fost arestați, dar vor fi ulterior grațiați de domnitorul Carol I.
În urma revoltei, presa internațională a fost inundată cu articole rusești despre "lupta poporului moldovean, înrobiți de asupritorii valahi".

## Vedeți și
- Mișcarea separatistă din Moldova
- Calinic Miclescu